# Hajnik
Koordináták: é. sz. 48° 36′ 50″, k. h. 19° 08′ 00″48.613931°N 19.133419°E
Hajnik (szlovákul: Hájniky) Szliács városrésze, 1960-ig önálló község Szlovákiában, a Besztercebányai kerületben, a Zólyomi járásban.

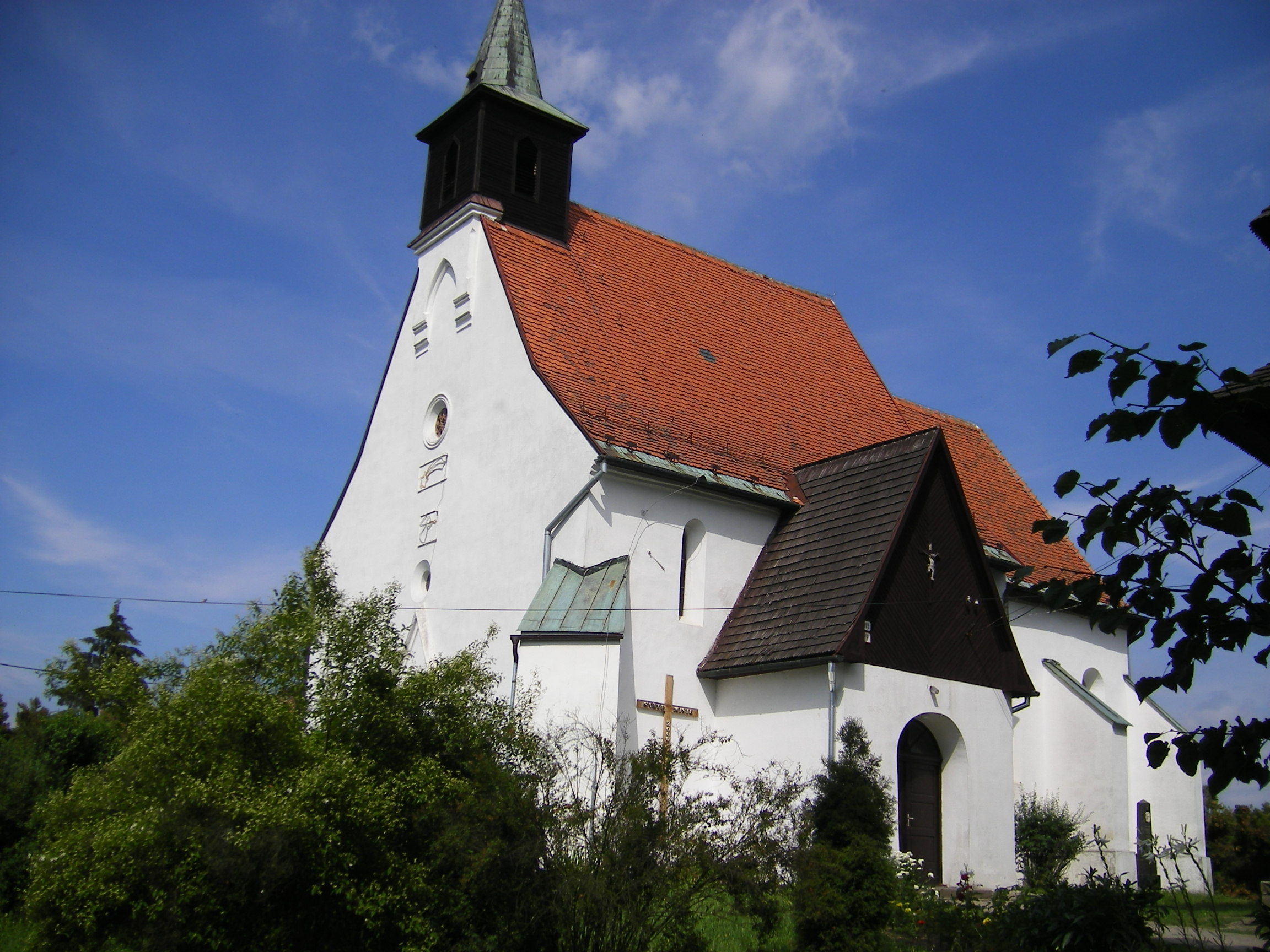
A hajniki Szent Miklós templom

## Fekvése
Szliács nyugati városrésze a Garam jobb partján, egybeépült Garamhalászival. A legnagyobb Szliács három kataszteri területe közül, területe 25,62 km².

## Története
A falu helyén már a 6. században szláv település volt.
A falu neve 1250-ben „Villa Custodum silvarum” alakban tűnik fel először. Szent Miklós püspök tiszteletére szentelt templomát már 1263-ban említik. A 14. századtól a zólyomi váruradalom birtoka. A falu lakói 1550 körül evangélikusok lettek. 1582 és 1657 között a töröknek fizetett adót. 1621-ben a Bezegh család lett itt társbirtokos (címeres levelüket 1617-ben kapták). 1626-ban a törökök felégették. Plébániáját 1675-ben a katolikusok kapták meg, ettől kezdve a falu protestánsai a közeli Garamszegre jártak át istentiszteletre.
A 18. század végén Vályi András így ír róla: „HAJNIK. Tót falu Zólyom Várm., földes Ura G. Eszterházy Uraság, lakosai katolikusok, fekszik Garam vize mellett, ’s az Uraságnak kastéllyával ékes. Határját meg szokta Garam vize önteni, legelője elég, határja síkos, és termékeny, fája tűzre, és épűletre van, a’ Zólyomi, Szelmetzi, Körmötzi piatzoktól nints meszsze.”
1828-ban 63 házában 461 lakos élt, akik főként mezőgazdasággal és fazekas mesterséggel foglalkoztak.
Fényes Elek 1851-ben kiadott geográfiai szótárában így ír a faluról: „Hajnik, tót falu, Zólyom vmegyében, a Garan mellett, a szliácsi fürdőhez 20 percznyi távolságra, termékeny kies vidéken: 132 kath., 329 evang. lak. Kat. paroch. templom. F. u. a kamara. Ut. p. Bucsa.”
1876-ban egy tűzvészben az egész település leégett. 1910-ben 696, többségben szlovák lakosa volt, jelentős magyar kisebbséggel. A trianoni diktátumig Zólyom vármegye Zólyomi járásához tartozott.
1960-ban Garamhalászival egyesítették Sliač néven.

## Nevezetességei
- Gótikus Szent Miklós temploma 1263-ban már állt. Kéthajós templom háromoldalú apszissal, 15. századi részletekkel.
- Kétemeletes kastélya a 15.-16. században épült.

## Külső hivatkozások
- Hajnik a térképen